# Peterborough United F.C.
Peterborough United Football Club – angielski klub piłkarski z Peterborough, który utworzony został w 1934 roku. W Football League ‘The Posh’ zadebiutowali w roku 1960. Obecnie klub występuje w rozgrywkach w League One.

## Obecny skład
Stan na 2 września 2023.
| Nr | Poz. | Piłkarz                                        |
| -- | ---- | ---------------------------------------------- |
| 1  | BR   | Nicholas Bilokapic                             |
| 2  | OB   | Jadel Katongo (wypożyczony od Manchester City) |
| 3  | PO   | Harrison Burrows                               |
| 4  | OB   | Ronnie Edwards                                 |
| 5  | OB   | Josh Knight                                    |
| 6  | OB   | Romoney Crichlow                               |
| 7  | PO   | Jeando Fuchs                                   |
| 8  | PO   | Ryan de Havilland                              |
| 9  | NA   | Jonson Clarke-Harris                           |
| 10 | NA   | Dawid Michalski                                |
| 11 | PO   | Kwame Poku                                     |
| 13 | BR   | Will Blackmore                                 |
| 14 | PO   | Joel Randall                                   |

| Nr | Poz. | Piłkarz                                                |
| -- | ---- | ------------------------------------------------------ |
| 15 | OB   | Zak Sturge (wypożyczony od Chelsea)                    |
| 16 | PO   | David Ajiboye                                          |
| 17 | NA   | Ricky-Jade Jones                                       |
| 18 | NA   | Malik Mothersille                                      |
| 20 | OB   | Emmanuel Fernandez                                     |
| 22 | PO   | Hector Kyprianou                                       |
| 23 | NA   | Kai Corbett                                            |
| 24 | OB   | Charlie O’Connell                                      |
| 25 | BR   | Fynn Talley                                            |
| 27 | PO   | Archie Collins                                         |
| 28 | NA   | Jacob Wakeling                                         |
| 30 | OB   | Peter Kioso (wypożyczony od Rotherham United, kapitan) |
| 36 | OB   | James Dornelly                                         |

## Piłkarze na wypożyczeniu
| Nr | Poz. | Piłkarz                                           |
| -- | ---- | ------------------------------------------------- |
| 19 | NA   | Kabongo Tshimanga (wypożyczony do Fleetwood Town) |